# Storia di Oria

## Preistoria
Il territorio oritano è stato frequentato sin dai periodi più remoti; le prime tracce della presenza antropica si trovano un po' in tutto il territorio oritano ma in particolar modo nelle contrade Laurito e S. Giovanni lo Pariete, dove è stato rinvenuto materiale litico con punte, raschiatoi e bulini; inoltre vi sono stati anche rinvenimenti di ceramica preistorica.

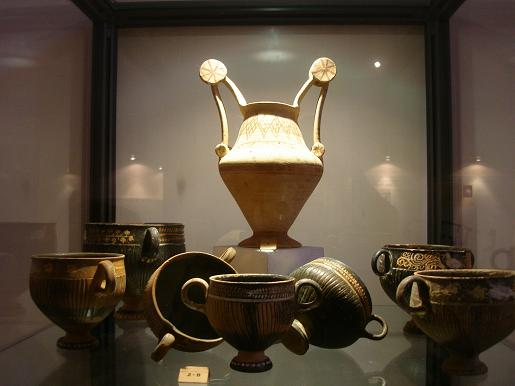
Ceramica Messapica, Centro documentazione messapica Oria

## Fondazione della città
Secondo lo storico Erodoto, la fondazione della città avvenne quando un gruppo di cretesi naufragò lungo le coste salentine, non lontano da Oria. I cretesi scelsero il colle più alto per iniziare la costruzione di una nuova città, in quanto da lì potevano ben controllare tutto il territorio circostante; diedero infine a tale città il nome Hyria, toponimo peraltro diffuso anche in area egea.
Partendo da Hyria, tali gruppi di cretesi colonizzarono in seguito tutto il territorio salentino; furono poi denominati, prima dai greci e poi dai romani, Messapi o Sallentini. A dimostrazione di tale apporto minoico-cretese, vi sono stati rinvenimenti di ceramica micenea.

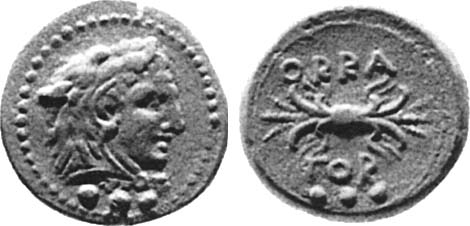
Moneta oritana, periodo romano, D: testa di Ercole con la pelle leonina sulla testa; R: fulmine con sopra la scritta "Orra", mentre al di sotto le lettere Or o TOR.

 Secondo lo storico oritano Gaspare Papatodero, la fondazione leggendaria di Oria risale all'anno 1007 a.C.

## Il periodo messapico
Durante l'VIII secolo a.C. Oria comincia la sua evoluzione da abitato "sparso" a città vera e propria: si ha infatti una concentrazione, probabilmente di capanne, sul colle più alto della città, come attestato dalla libera università di Amsterdam, ma non è escluso che anche gli altri colli fossero sporadicamente abitati, anche se di ciò non è pervenuta alcuna traccia. Tale processo di aggregazione di un abitato sotto forma di capanne su un alto colle era allora d'uso nell'Italia centro-meridionale ed uno dei migliori esempi è senz'altro quello della costituzione della città di Roma sul colle Palatino.
In seguito, intorno al VI secolo a.C., si può già parlare di città vera e propria, con tutte le caratteristiche e gli edifici, pubblici e templari, che caratterizzano una città; nelle prime abitazioni, peraltro, si riscontra l'uso di tegole. Sempre da riferire all'età arcaica è uno tra i più importanti santuari messapici, il Santuario di Monte Papalucio (attuale denominazione del colle ove sorgeva il luogo di culto), dove sono stati rinvenuti un gran numero di materiali ceramici votivi, monete (delle città più importanti del tempo, tra cui ad esempio Metaponto e Sibari) e materiale combusto, ossa di maialini e vari vegetali, riferibili al culto di Demetra e Persefone, cui il santuario era dedicato.
Altri importanti ritrovamenti archeologici del periodo messapico (ma anche di quello medievale) sono stati trovati durante uno scavo d'emergenza condotto dall'Università di Lecce, durante i lavori per il rifacimento della pavimentazione della piazza antistante la cattedrale; in questa occasione è emerso il muro di cinta messapico riferibile al V-IV secolo a.C. e diversi depositi funerari.
Oria fu uno dei maggiori centri messapici, tanto da avere contatti con quasi tutte le più importanti città dell'epoca, sia messapiche che magno-greche; di particolare interesse risulta il rapporto, non certo dei più pacifici, con la vicina e potente città di Taranto, anche se non mancarono periodi di floridi scambi culturali e commerciali.
La rivalità dei Messapi con Taranto giunse all'apice nel 473 a.C. quando i Tarantini, uniti ai Reggini si scontrarono con i Messapi. La disfatta di Taranto e Reggio fu terribile, tanto che Erodoto riferisce: "fu questa la più grande strage di Greci e Reggini che noi conosciamo, che dei Reggini morirono 3000 soldati e dei Tarantini non si poté nemmeno contare il numero"; l'avvenimento ebbe una forte eco in tutto il mondo greco tanto che Aristotele precisa che l'avvenimento: "accadde un po' dopo che i persiani invasero la Grecia" e aggiunge che fu anche a causa di tale sconfitta che Taranto mutò il suo regime da aristocratico a democratico.

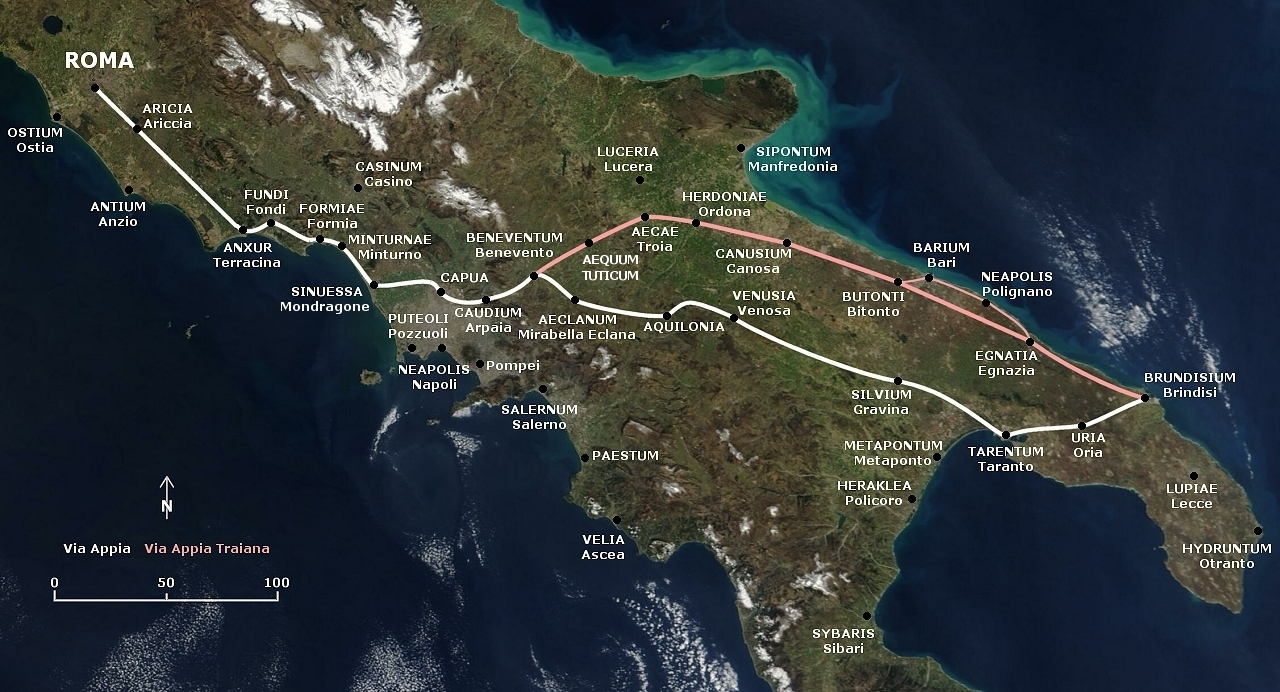
I Percorsi della via Appia, che passava anche per la città di Oria

## Il periodo romano

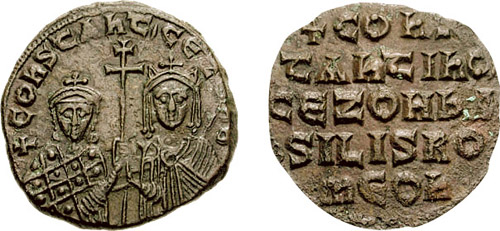
Moneta rappresentante Costantino VII e la madre Zoe Karvounopsina

Tale forte conflitto fini con l'indebolire sia i Messapi che i Tarantini. Con il 272 a.C. Taranto e di lì a poco i Messapi persero la loro indipendenza, almeno in parte, a causa della crescente potenza di Roma; Oria non perse però la sua importanza. Nell'88 a.C. divenne quindi municipio romano ed ebbe l'importante privilegio di continuare a battere moneta.
Diverse tipologie di monete sono state rinvenute negli scavi archeologici: si trovano raffigurazioni di Eros, del fulmine di Zeus, della colomba, dell'aquila che afferra un fulmine, di Ercole con il copricapo leonino, della testa di un guerriero (con elmo di tipo epirotico) spesso appare la scritta Orra, nome latino della città. La zecca oritana ha in ogni caso delle prerogative proprie: una tale ricchezza di contenuti iconografici nelle monete, infatti, non è riscontrabile in nessun altro centro messapico, come ha messo in evidenza lo studioso E. Travaglini. Ciò dimostra che la città mantenne comunque una certa autonomia decisionale. Per quanto riguarda le monete con la raffigurazione della colomba, esse rimandano al culto presente in Oria delle divinità Demetra e Persefone. Inoltre, una dimostrazione dell'importanza di Oria è il passaggio, molto vicino alla città, della Via Appia (considerata una delle vie consolari più importanti).
Una leggenda vuole che San Pietro, passando da Oria nel 44, predicò il Vangelo agli oritani e consacrò il primo vescovo: di tale avvenimento, però, si hanno poche prove certe, tra cui spicca una lamina bronzea trovata nel XVI secolo durante i lavori sotto l'antico calogerato basiliano; certo è che Oria già dagli albori del Cristianesimo ebbe una delle comunità cristiane più antiche, che porterà poi alla nascita della sede episcopale di Oria, ritenuta tra le più importanti e antiche d'Italia.

## Il periodo medievale

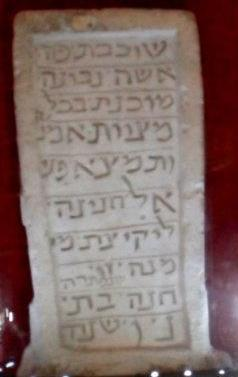
Stele funeraria ebraica presso la biblioteca comunale di Oria

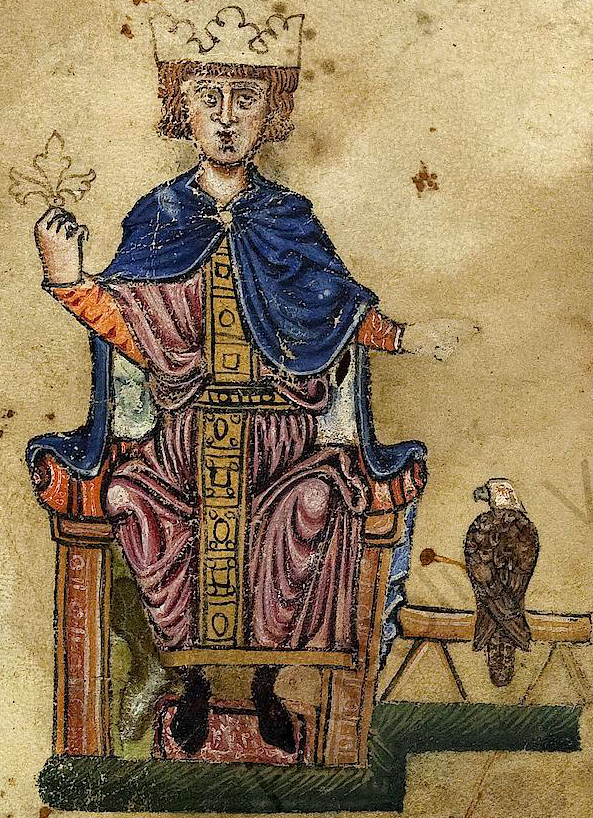
Federico ritratto con il falco (dal De arte venandi cum avibus).

La fortuna di Oria nel Medioevo, tra VII e XII secolo è dovuta soprattutto alla sua potente e sapiente comunità ebraica, tra le più illustri e prestigiose d'Europa. La città ha fornito innumerevoli dotti, filosofi, poeti e medici. I maestri ebrei oritani si distinguono nello studio della Torah ed attraverso la loro elaborazione dottrinale risultano precursori degli studi cabalistici.
Il figlio più illustre di Oria è Shabbetai Donnolo sapiente commentatore biblico del Libro della Creazione, dotto medico aperto al confronto con la cultura cristiana sia di rito romano che greco. Donnolo, grazie al suo sapere e alla sua perizia non comune, anticipa l'archiatra, figura tipica del basso medioevo. La fama di Donnolo tuttavia non offusca quella degli altri dotti Oritani tra cui Rabbì Hananeel ben Amittai, Rabbì Shefatiah ben Amittai, Rabbì Haima'az, il poeta Amittai ben Shefatiah i cui componimenti sono ancora oggi in uso nella liturgia presso la comunità ebraica romana e il cronista Ahimaaz ben Paltiel. Della potente comunità ebraica orietana, che disponeva senz'altro di almeno una sinagoga, resta testimonianza solo il Rione Giudea e nella cosiddetta Porta degli Ebrei.
Risale al 606 la prima notizia di una presenza vescovile, il primo vescovo Reparato. Tale nome rimanda ad ambiti Longobardi, infatti la diocesi di Oria crebbe di importanza proprio in tale periodo. Nel 785 un altro documento ci riferisce della cattedra vescovile di Oria come indipendente dal Patriarcato di Costantinopoli.
Con l'alto medioevo, come spesso accade, le notizie si fanno più scarse e meno certe, in particolar modo durante la guerra greco-gotica; Oria fu spesso devastata (come del resto gran parte dell'Italia meridionale). Tuttavia l'importanza di Oria crebbe, in contrasto con la decadenza di Brindisi. I motivi possono essere molteplici: molto probabilmente Oria risultava meglio difendibile, le campagne nei dintorni inoltre si spopolavano, a differenza delle città. Oria, dunque, anche nel VI-VII secolo mantenne il rango di civitas. L'intero territorio oritano venne denominato sin dall'alto medioevo Foresta Oritana, toponimo rimasto in uso fino agli inizi del Novecento. In seguito Oria fu un territorio di transizione tra Bizantini e Longobardi: nell'area della città, infatti, doveva trovarsi il cosiddetto limitone dei greci, una sorta di confine tra territori longobardi e bizantini, ma anche una strada alto medievale per la transizione delle merci e delle persone.
Da riferire all'VIII-IX secolo alcuni importanti monumenti religiosi della città: la cripta ipogea sita all'interno del castello, dedicata ai santi Crisante e Daria (antichi protettori della città), probabile primigenia cattedrale della città, e la cripta di San Barsanofio.
Nel corso del IX-X secolo Oria fu spesso bersaglio dei Saraceni, che saccheggiarono e distrussero più volte la città, così come l'intera penisola salentina. Nell'ultimo quarto del secolo IX resse la Cattedra di Oria un grande Vescovo, Teodosio. Secondo la tradizione locale egli fu educato in Oria da monaci orientali, precisamente da anacoreti, e trascorse la sua giovinezza presso la corte di Costantinopoli. Lo stesso vescovo Teodosio accolse in Oria, trasportate dalla Palestina, le reliquie di San Barsanofio, santo eremita del V secolo, e le depose in una grotta-chiesa presso la porta della Città, dove su un architrave monolitico è incisa l'epigrafe + Theodosius episcopus corpus sci Barsanophii condidit et dicabit. Tali piccole grotte erano un insediamento tipico dei monaci basiliani, presenti anche sulle colline ad est dell'abitato (Colle "Mpisi").
L'imperatore Ludovico II nell'867 si recò in Oria per liberarla dai saraceni, ma gli attacchi non cessarono, anzi, approfittò della situazione anche per riprendere la città ai Longobardi: Oria infatti, allo stato degli studi attuali, era la roccaforte dei Longobardi più avanzata e meglio difendibile nel Salento. Nell'880, quando l'area cadde definitivamente in mano Bizantina sotto Basilio I, Oria fu retta dal Protospatario Gaideris di Benevento, principe beneventano in esilio, probabilmente perché la popolazione era fortemente "longobardizzata". A dimostrazione di ciò, uno dei pochi rinvenimenti materiali riferibili al Medioevo consiste in una fibula longobarda. Nel 924 i saraceni misero a ferro e fuoco la città: ci furono numerose vittime e molti ebrei e oritani furono deportati come schiavi in Africa. La città non perse comunque la sua importanza, fino a che nel 977 non subì un duro colpo venendo completamente distrutta. In tale periodo iniziarono ad arrivare nel territorio oritano alcuni monaci basiliani, che occuparono le grotte presenti nei colli oritani e nelle vicine campagne per sfuggire agli imperatori iconoclasti.
In questo periodo il territorio oritano era sotto il dominio bizantino; tuttavia nel corso dell'XI secolo si assistette all'ascesa dei normanni: nel 1062 Oria fu conquistata da Unfredo di Altavilla.
Oltre a nuovi ordinamenti amministrativi e ad una nuova organizzazione del territorio (Oria divenne Contea), durante il periodo normanno si assistette all'ascesa anche in questo territorio dell'ordine monastico dei benedettini, a discapito dei basiliani (anche se spesso fu concesso ai vari edifici di conservare il rito greco). Di particolare interesse religioso in Oria nel 1170 fu il ritrovamento del corpo di San Barsanofio, protettore della città, il cui corpo era scomparso nel 977 a seguito della distruzione della città.
Federico II, dal 1220 pone sotto il controllo dello Stato la maggior parte dei castelli del Regno di Sicilia. Stessa sorte tocca al castello di Oria per il quale stabilisce una serie di obblighi relativi alla ristrutturazione che coinvolgono Ceglie Messapica, il casale di S. Maria dei Grani a sud di Villa Castelli, gli abitanti di Oria, alcuni vescovi tra cui quelli delle diocesi di Ostuni e di Ugento, alcuni abati e numerosi nobili, comprese due donne. Oria si ribellò a Manfredi, subì l'ennesimo assedio. In seguito la città divenne dominio angioino.

## L'Umanesimo e il Rinascimento

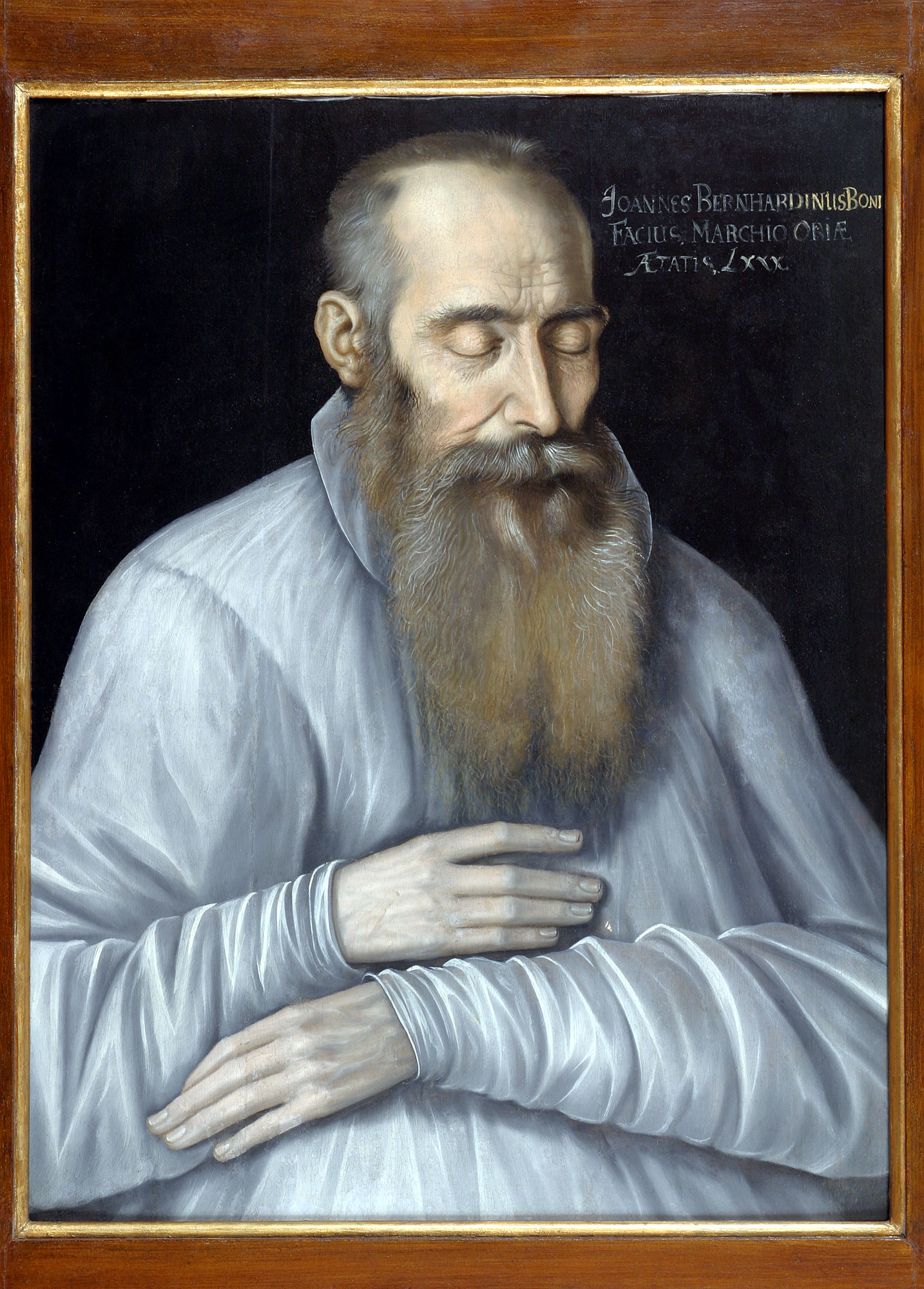
Ritratto dell'umanista Giovanni Bernardino Bonifacio Duca di Oria

Nel 1433 Oria subì un nuovo assedio e venne saccheggiata da Giacomo Caldora, famoso condottiero dell'epoca.
Divenne poi feudo degli Orsini Del Balzo, che abbellirono la città: il principe Giovanni Antonio Orsini Del Balzo ricostruì Porta degli Ebrei, fece erigere o restaurò, non è chiaro, la chiesa dei Francescani (dove sorge l'attuale chiesa di San Francesco d'Assisi) e abbellì il castello in occasione della nozze di sua nipote Isabella di Chiaromonte con il figlio naturale del Re Alfonso I d'Aragona, Ferdinando I.
Alle soglie del 1500 Oria dovette subire nuovi assedi: celebre l'aspra resistenza contro gli spagnoli che assediavano la città, salvata secondo la leggenda dal patrono San Barsanofio e dal valore di tutti i cittadini. Fu vescovo della diocesi unificata di Oria Brindisi ed Ostuni Giovanni Pietro Caraffa, appartenente alla potente famiglia dei Caraffa salito al soglio pontificio con il nome di Papa Paolo IV, fu lui a far stilare dalla Santa Inquisizione l'Indice dei libri proibiti.
La città fu "affidata" a diverse famiglie nel 1572 San Carlo Borromeo alienò il feudo al vescovo di Cassano; per poi passare agli Imperiali, famiglia nobile di origine genovese.

## Dal Seicento ad oggi

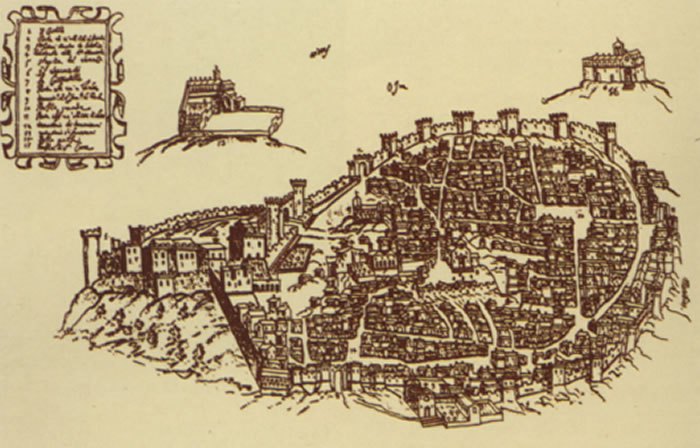
Oria come appariva nel 1642

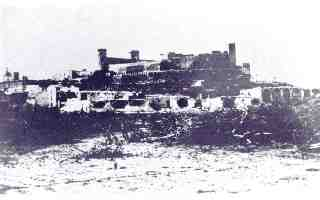
Veduta del Castello dopo il terribile ciclone che colpì Oria nel 1897.

Dopo il 1500 Oria non fu più al centro della grande storia, e contemporaneamente cominciò anche un lento declino dell'antica città; forse il primo pilastro di tale "decadimento" si ebbe quando Oria si alleò con Francesco I contro Carlo V: la sconfitta del re di Francia alienò Oria dai favori di Carlo V (ad esempio privò il maniero della città di gran parte della forza di artiglieria, tra cui il celebre cannone il "cane", trasferito da Oria a Brindisi). Nel corso del Settecento a cura di Michele Imperiali furono restaurati alcuni monumenti della città tra cui Porta Manfredi. Risale al 1743 la costruzione della nuova Cattedrale, demolendo l'antica chiesa di epoca medievale, danneggiata a causa di un terremoto (rimangono solo alcune trabeazioni e colonne classiche riscolpite nel Medioevo).
Nonostante la posteriore propaganda post unitaria non mancarono a Oria voci contrastanti l'unità: per citare solo un esempio, negli atti di polizia contro associazioni e atti contro lo Stato, figurano parole oltraggianti la persona del re in casa di Luigi Lombardi. Vi sono anche altri atti di presunte riunioni sovversive in cui parteciparono cittadini oritani e dei paesi limitrofi.
Nel 1880 si verificano scontri tra oritani e francavillesi; dopo numerosi arresti da parte dei Carabinieri, oltre cinquemila contadini francavillesi si diressero verso le carceri, liberando gli arrestati. Gli scontri, così, continuarono e si inasprirono, tanto che, per tenere sotto controllo la situazione, arrivarono soldati da Brindisi, Taranto, Bari e Lecce.
Il 21 settembre del 1897, la città venne investita da un potente ciclone che danneggiò la parte occidentale e settentrionale della città e gran parte dei suoi antichi monumenti; le porte furono gravemente danneggiate, alcune statue che facevano parte di tali porte sono andate perdute o furono seriamente danneggiate e anche l'imponente castello subì notevoli danni. Fu restaurato solo nel 1933 dopo che i Conti Martini-Carissimo acquistarono il castello dal comune.
Durante le guerre mondiali Oria ha versato il suo contributo alla Patria: furono molti infatti gli oritani morti combattendo. Nel 1950, con Decreto della Presidenza del Consiglio dei ministri, ad Oria fu conferito il titolo di Città.